# George Devol
George Charles Devol ( Louisville Kentucky, 20 de febrero de 1912 - 11 de agosto de 2011) fue un inventor estadounidense creador del primer robot industrial. Además, junto a Joseph F. Engelberger fundó Unimation, la primera empresa de robótica de la historia.

## Biografía
Nacido en febrero de 1912 en Kentucky, George Devol mostró desde su niñez un gran interés por el mundo de la ingeniería.
Fue criado en el seno de una familia de origen humilde. Por esta razón su familia no pudo dar una educación paralela al gran potencial y talento que demostraba desde su infancia. Sin embargo, esa situación no fue un impedimento para su futuro, ya que fruto de su esfuerzo y constancia consiguió alcanzar sus objetivos.
A principios de los años 30, trabaja para la compañía Cinephone United Corporation, dedicada a la fabricación de amplificadores de sonido y brazos para tocadiscos.
En 1940, tras la llegada de la II Guerra Mundial, a Devol se le abren numerosas puertas en el ámbito laboral. Debido a sus conocimientos en tecnología de radar y funda una pequeña compañía que, en poco tiempo, se convirtió en la principal empresa fabricante de contramedidas para radar de los Estados Unidos.

### Pequeña introducción: primeros Robots
Los primeros robots empleaban mecanismos de realimentación para corregir errores. Un ejemplo de control por realimentación es un bebedero que emplea un flotador para determinar el nivel del agua. Cuando el agua cae por debajo del nivel determinado, el flotador baja, abre una válvula y deja entrar más agua en el bebedero. En el caso contrario, el flotador sube, se cierra la válvula y se imposibilita el paso del agua.
El primer controlador realimentado fue el regulador de Watt inventado en 1788 por el ingeniero británico James Watt. El dispositivo constaba de dos bolas metálicas unidas al eje del motor de una máquina de vapor. Este regulador mecánico por medio de un sistema de palanca regulaba la cantidad de vapor suministrada por la caldera a la turbina de la máquina de vapor. Cuando aumentaba la velocidad de la máquina de vapor, las bolas se separaban del eje y cerraban la válvula lo que hacía que disminuyera la velocidad.

### Su Primer Robot Industrial: Unimate
Sin embargo, fue George Devol quien estableció las bases del robot industrial moderno. Con el objetivo de diseñar una máquina flexible, adaptable al entorno y de fácil manejo, George Devol patentó en 1948 un manipulador programable que fue a posteriori el embrión del robot industrial.
Fue en 1954 cuando Devol concibió la idea de un dispositivo de transferencia programada de artículos. Este fue el primer robot programable. En 1956, Joseph Engelberger, director de ingeniería aeroespacial de la empresa Manning Maxwell y Moore en Standford, coincide con Devol en un cóctel. Ambos deciden crear la primera compañía fabricante de robots, fundando la Consolidated Controls Corporation, que más tarde se convierte en Unimation (Universal Automation). Las primeras patentes de Devol fueron adquiridas por la Consolidated Diesel Corp (Condec).
Debido a la fusión de la creatividad de Devol y las dotes comerciales de Engelberger, consiguieron en 1960 un contrato con la General Motors para instalar un brazo robótico, el Unimate, en su fábrica de Trenton (Nueva Jersey). La máquina, con un peso de 1800 kg, fue considerada el primer robot industrial de la historia y su función era la de levantar y apilar grandes piezas de metal caliente.
En 1968, Engelberger visitó Japón y consiguió firmar acuerdos con Kawasaki para la construcción de robots del tipo Unimate. El crecimiento de la robótica en Japón tuvo como consecuencia directa que Japón adelantara a Estados Unidos gracias a Nissan, que formó la primera asociación robótica del mundo: la Asociación Robótica Industrial de Japón (JIRA) en 1972. La situación de la robótica en Europa estaba más estancada, surgiendo en 1973 el primer robot con accionamiento eléctrico. En 1974 tuvo lugar la creación del Instituto de Robótica de América (RIA).
En 1978, el primer robot programable de Devol se transformaría en el robot PUMA (Programmable Universal Machine for Assembly). El PUMA era capaz de mover un objeto y colocarlo en cualquier orientación en un lugar deseado que estuviera a su alcance. El concepto básico multiarticulado del PUMA es la base de la mayoría de los robots actuales.
En 1980 se fundó la Federación Internacional de Robótica con sede en Suecia.
En la actualidad, la mayoría de robots están destinados a un uso industrial para labores como el ensamblaje, soldadura y desplazamiento de materiales.